# Дрво
Стабло или дрво у ботаници је свака вишегодишња биљка, која се састоји из корена, видљивог дрвеног дебла и грана, које чине крошњу дрвета. Деле се на зимзелено и листопадно дрвеће. Минимална висина која разликује стабло од грма обично је од 3 m до 6 m, зависно од аутора. Неки аутори сматрају, да стабла треба да имају пречник дебла најмање 10 cm. Биљке које не испуњавају наведене услове обично се сврставају у грмље. У поређењу с већином других биљака, стабла су дуговечнија, нека живе и неколико хиљада година, а могу нарасти до 115 m висине. Стабла су важан део природног крајолика, због спречавања ерозије, производње кисеоника, смањења емисије угљен-диоксида у атмосфери, служе као извор хране, заштите и сл.
Јављају се у много различитих редова и породица биљака. Еволуирала су засебно у неповезаним групама биљака, као резултат различитих еколошких прилика, што је класичан пример паралелних еволуција. Уз процену од 100 000 врста дрвећа, број врста дрвећа широм света чини укупно око 25% свих живих биљних врста. Већина врста дрвећа расте у тропским крајевима света, а многа од тих подручја ботаничари још нису истражили, што даје непотпуне податке о разноликости врста.
Стабла расту на просторима, где има довољно светлости, топлоте и воде. Према подацима ФАО-а 2000. године, 30% копнене површине било је прекривено шумом. На Балкану шуме чине 35% копнене површине. Шумско дрвеће на једном хектару производи 6-20 тона органског материјала, што је највећа производња биомасе на копну. Укупна количина произведене дрвне масе у свету 2005. године износила је 422 гигатоне. Будући да се око половине дрвне материје састоји од угљеника, шуме су важне у чувању угљеника и постизању равнотеже угљен-диоксида у Земљиној атмосфери.
Раст и метаболизам дрвећа подложни су унутрашњим (генетски одређеним) и спољним чиниоцима (еколошким, климатским и др). Дрвеће има раздобље мировања и време вегетационог раста и развоја. Почетак и крај вегетационог периода разликује се зависно од врсте дрвећа, дужине дана и ноћи, доступности воде и сл. Раст контролишу биљни хормони (фитохормони). Стабла су у могућности да се прилагоде промењивим условима у природи. У време мировања, дрвеће смањује своју активност на најмању меру. На почетку вегетацијског раздобља, отварају се пупољци и започиње даљњи раст и развој.

## Морфологија
Основни делови стабла су: корен, дебло и крошња. Дебло се састоји од срчике, примарног и секундарног ксилема те примарних и секундарних зрака срчике. Изван је обавијено кором. Дебло је најважнији део стабла, који се може искористити у економске сврхе.
Дрвеће се може груписати у егзогено и ендогено с обзиром на начин раста и повећања пречника. Егзогена стабла, међу која се убраја велика већина стабала (сва црногорица и готово сва белогорица), расту додавањем нових годова према спољашњости, одмах испод коре у облику концентричних кругова. Ендогена стабала, (нпр. палме, такође и кактуси који не спадају у дрвеће), расту према унутра. Помоћу годова може се одредити старост стабла и пратити како је текао раст у појединој години. Тиме се бави дендрохронологија. Код велике већине тропских врста дрвећа не може се одредити тачна старост на овај начин, као ни код ендогених стабала.
Анатомска грађа стабла, проучава се на карактеристичним пререзима (пресецима). Постоје три таква пресека:
попречни, уздужни радијални и уздужни тангентни.
Корен стабла пружа стабилност за надземни део, упија воду и храњиве материје из тла. Најчешће расте према доле, али расте и пострано зависно од врсте дрвећа и размештају храњивих материја и воде у тлу. У сувом тлу неће расти или ће расти споро. Раст корена из апикалног меристема је примарни раст. Секундарни раст се догађа у бочним меристемима.
Лист скривеносеменица састоји се од плојке, базе, петељке и палистића, који се налазе с обе стране базе петељке. Петељка се налази у пазушцу листа. Све те делове листа, немају све врсте скривеносеменице. Листови четинара обично су иглице, могу бити кратке, као код тисе (око 1,5 cm) или дугачке и до 25 cm, као код Вајмутовог бора. Неки четинари (као што су туја и чемпрес) уместо иглица имају листове у облику љускица. Сувишне и штетне материје стабло складишти у лишћу, које пада у јесен код листопадног дрвећа. Код зимзеленог дрвећа, иглице падају постепено током године, а у времену од око пет година, зимзелено стабло замени све иглице новима. Отпало лишће чини отпад, који се постепено разграђује и пропада. Распоред грана у крошњи најчешће је онакав каквим се постиже оптимална изложеност лишћа сунчевој светлости. Свака врста дрвећа има карактеристично лишће па се помоћу лишћа утврђује о којој се врсти дрвећа ради. При томе се гледа облик, боја и величина лишћа и сл. Као помоћ при одређивању врсте дрвећа, осим лишћа служе и пупољци, кора, изглед крошње и сл. Ботаничари су развили богату терминологију за опис карактеристика лишћа, пупољака, коре и др. Стабла с најдужим лишћем су палме, чије је лишће дуго и до 9 метара.
Из пупољака се развија изданак. Могу неко време да мирују, па се касније активирају. Вршни или терминални пупољак налази се на врху стабљике, а остали су пострани или латерални пупови. Ако вршни пупољак пропадне, код неких врста, неки други пупољак преузеће његову улогу. На стабљици могу бити распоређени наизменично или насупротно. Из вегетативних пупољака развиће се листови, а из репродуктивних пупољака уз листове, развиће се и цветови, а из њих плодови.
Цвет као преображени део изданка, носи расплодне органе биљака и има органе за примамљивање инсеката, ради опрашивања. Плод је репродуктивни орган скривеносеменица, који се након оплодње развија из плодника, а састоји се од семена и перикарпа.
Код голосеменица и скривеносеменица, након опрашивања (ветром, инсектима и сл.) и оплодње настаје семе. Оно је пресудно за размножавање дрвећа, за разлику од примитивних биљака као што су папрати, маховине и лишајеви, који немају семе, већ друге начине размножавања. Семе је припомогло, да се голосеменице и скривеносеменице размноже на великим удаљеностима и да заузму велике површине копна у топлим и хладним поднебљима. Плодоношење или рађање плодом (семеном) зависи од многих фактора: од унутрашњих (биолошких) својстава биљке (врста, старост, периодичност урода), од спољашњих услова (клима, тло) и о социјалном положају (густина садње, класа). Већина врста дрвећа и грмља рађа семеном у прилично редовним временским интервалима.

## Еволуција
У геолошком раздобљу младог девона (пре око 415 милиона година), није било вегетације више од висине струка. Да би добиле облик стабла, ране биљке требало је да развију дрвенасто ткиво, које ће упијати воду и служити као потпор. Прве биљке које су развиле дрвенасто ткиво биле су папрати, а средином девона врста изумрле папрати Wattieza досегла је висину 8 метара и попримила облик стабла. У касном девону, врсте из изумрлог рода Archaeopteris досегле су 30 метара, наликовале су на стабла, а лишће им је било слично папратима. То су прве биљке, које су развиле право дрво. Ускоро су се појавиле врсте из рода Lepidodendron које су расле и до 50 метара у висину и 2 метра у ширину при бази. Оне доминирају у наслагама угљена из касног девона и карбона.
Имале су дрво слабог квалитета с пуно шупљина. У карбону се јављају врсте из изумрлог рода Calamites. Развиле су дрво и расле до висине веће од 10 м, што није случај с данашњим сродницима.
Данас су две доминантне дивизије стабала: голосеменице и скривеносеменице. Дуго се веровало, да су скривеносеменице настале од голосеменица, али недавна молекуларна истраживања сугеришу, да потичу из две различите групе. Обе групе вероватно су настале из Pteridospermatophyta у геолошком раздобљу перма. Скривеносеменице су имале малу заступљеност до средине геолошког раздобља креде, након чега су постале доминантне врсте у шумама.

## Корисност
Дрвеће је важан део природног крајолика, спречава ерозију и одроне тла. Повољно утиче на климу у подручјима, где су велики шумски комплекси. Дрвеће задржава и чува воду у тлу, производи кисеоник, а веже угљен-диоксид, па се тако смањују емисије угљен-диоксида у атмосфери. Дрвеће има естетску улогу, која је нарочито важна у туризму.
Многе врсте дрвећа користе се као украсне биљке у двориштима, окућницама, парковима и на улицама. Стабло пружа заштиту од прекомерне сунчеве светлости и јаког ветра. Дрвеће је главни елемент паркова, ботаничких вртова, арборетума, а често и националних паркова. Дрвеће има и здравствену, лечилишну улогу, станиште је за бројне животиње. Извор је хране, што се посебно односи на воће које расте на дрвећу. Од шећерног јавора добија се сируп, а од каучуковца гума. У крајевима богатим дрветом израђују се дрвене куће, нарочито у северној Европи и Северној Америци. Дрво пружа топлотну изолацију бољу од бетона или челика. Од дрвећа добијају се и танин, балзами, лекови, биљне смоле, етерична уља, зачини и др. Оборено дрво може се искористити у економске сврхе за израду намештаја, као дрвна грађа, фурнир, иверица или се користити за грејање у облику цепаница, брикета или пиљевине.

## Распрострањеност
Стабла су распрострањена на готово целој копненој површини Земље. Не расту једино у врло екстремним подручјима попут трајно залеђених простора, пустиња (изузев оаза), у пределима изразито високе надморске висине изнад црте појављивања стабала и сл.
Поједине врсте дрвећа имају врло широко подручје природног распростирања и расту на више континената попут црног бора, који расте у јужној Европи, северозападној Африци и Малој Азији. Постоје и ендемске врсте дрвећа које се у природи појављују само на једном или неколико подручја и негде другде. Аустралски стрибор једна је најређих живућих врста, у дивљини расте само на три мала локалитета. Реликти су врсте, које су у прошлости обитавале на широком подручју, али им је услед климатских промена знатно смањен ареал. Реликтне врсте дрвећа су: Панчићева оморика, араукарија, ликвидамбар и др.
Тропске кишне шуме богате су великим бројем разних врста дрвећа, док у подручју тундре и другим неповољнијим подручјима за раст дрвећа, расте јако мали број врста дрвећа. Појављивање дрвећа на одређеном подручју зависи о доступности воде, врсти терена, температури и сл. У средишту природног подручја распростирања расту најздравија и најразвијенија стабла. На рубовима природног појављивања врсте, стабла су слабије развијена и подложнија болестима.
Већи број биома дефинисан је дрвећем које их настањује, као што су: широколисне и мешовите шуме умерених предела, тајга, четинарске шуме умереног појаса, тропске и суптропске четинарске шуме, медитеранске шуме и шикаре, тропске и суптропске влажне широколисне шуме, тропске и суптропске суве широколисне шуме итд.
Мала група стабала која расте заједно чини шумарак, а крајолик покривен великим бројем густорастућих стабала зове се шума. Прашума је тип вегетације којим се називају оне шуме, које су се од свог настанка развијала уз мало (секундарне) или без утицаја човека (примарне), односно настале су деловањем природе.

## Оштећења стабала
Два су извора оштећења стабала: биотски, узрокован живим бићима или абиотски од неживих утицаја. Биотски извори оштећења су нпр.: инсекти који једу лишће, дивљач која оштећује кору, затим штетне гљиве, штетно деловање човека и др. Абиотски извори оштећења су: муње, неповољни еколошки услови и сл.
Шумарски стручњаци раде процене оштећености и угрожености стабала. Процењује се интензитет, опсег и трајање оштећења. У време мировања вегетације, теже је уочити оштећења стабала. Често дрвеће не показују одмах симптоме оштећења, него понекад тек након 24 месеца или дуже до оштећивања.
Врсте дрвећа различито су отпорне на оштећења. Поједине врсте дрвећа отпорне су на градска загађења па се саде и тамо где је загађен ваздух попут: платана, обичног багрема, гинкга, каталпе и др.
Стабла масовно нестају с површине Земље процесом дефорестације. Површина тропских шума смањује се због шумских пожара, узрокованих људском непажњом или насталих намерно, како би се ослободио простор за пољопривредне културе, које дају веће економске резултате у кратком року, нпр. за пашу стоке или за узгој соје. Негативне последице су: губитак станишта за разне врсте животиња и биљака, ерозија, исушивање тла деловањем ветра и сл. Излаз је у рационалном искориштавању шума и пошумљавању.

## Рекордна стабла

### Највиша стабла
Висине највиших стабала на свету предмет су спора и претеривања. Мерења с новим поузданим инструментима као што је ласерски даљиномер, показала су, да су била одступања код неких пређашњих мерења од 5 до 15% изнад стварне висине. Историјски списи у којима се тврдило, да су нека стабла била висока 130 или чак 150 метара, данас се сматрају непоузданим те се одбацују.
Попис стабала која су прихваћена као десет највиших:
- 1. Обална секвоја (лат. Sequoia sempervirens): 115.56 m, Национални парк Секвоја, Калифорнија, Сједињене Америчке Државе[15]
- 2. Еукалиптус (лат. Eucalyptus regnans): 99.6 m, јужно од Хобарта, Тасманија, Аустралија[16]
- 3. Obična američka duglazija (лат. Pseudotsuga menziesii): 99.4 m, Брамит крик, Орегон, Сједињене Америчке Државе[17]
- 4. Ситканска смрека (лат. Picea sitchensis): 96.7 m, Парк „Prairie Creek State Redwoods Park“, Калифорнија, Сједињене Америчке Државе[18]
- 5. Големи мамутовац (лат. Sequoiadendron giganteum): 94.9 m, Национални парк Кингс кањон, Калифорнија, Сједињене Америчке Државе[19]
- 6. Плави еукалиптус (лат. Eucalyptus globulus): 90.7 m, Тасманија, Аустралија[20]
- 7. Усколисни еукалиптус (лат. Eucalyptus viminalis): 89 m, Тасманија, Аустралија
- 8. : 88,3 m Национални парк Тајвау хилс, на острву Борнео, Малезија[21]
- 9. Еукалиптус (лат. Eucalyptus delegatensis): 87.9 m, Тасманија, Аустралија
- 10. Племенита јела (лат. Abies procera): 87.5 m, Национални вулкански споменик Сент Хеленс, Вашингтон, Сједињене Америчке Државе[22]

### Стабла највећег опсега
Обим стабла обично се лакше мери од висине стабла. Упркос тога, могуће су погрешке у мерењу. Обим се мери помоћу мерне траке на прсној висини (1,3 m изнад тла), док се пречник украсног дрвећа обично мери на 1,5 м изнад тла. У већини случајева то чини малу разлику у мерењу опсега. У новије време уместо обима чешће се мери прсни дијаметар стабла.
Тешко је тачно измерити обим и пречник стабала, која имају кору с пуно бразда (улегнућа). То је посебно карактеристично за многе врсте дрвећа у прашумама. Обим се не сме укључити празан простор између бразда. Додатни проблем код мерења обима и пречника код баобаба је што ова стабла садрже велике количине воде у дрвету. То доводи до промена у опсегу током године (иако не више од око 2,5%). Опсег је највећи на крају кишне сезоне, а најмањи на крају суве сезоне.
Стабла највећег опсега по врстама су:
- 1. Горостасни баобаб (лат. Adansonia digitata): 15.9 m, (мерено у близини тла), Провинција Лимпопо Јужна Африка.[26] Ово стабло је расцепљено у новембру 2009, па је сада баобаб с највећим опсегом од 10,64 m из Јужне Африке.
- 2. Мексички таксодијум (лат. Taxodium mucronatum): 11.62 m, Арбол дел Туила, Санта Марија дел Туила, Оахака, Мексико.
- 3. Големи мамутовац (лат. Sequoiadendron giganteum): 8.85 m, Калифорнија, Сједињене Америчке Државе[27]
- 4. Обалска секвоја (лат. Sequoia sempervirens): 7.9 m, Национални парк Секвоја, Калифорнија, Сједињене Америчке Државе.
- 5. Еукалиптус (лат. Eukaliptus obliqua): 6.72 m, Аустралија
- 6. Еукалиптус (лат. Eucalyptus regnans): 6.52 m, Аустралија
- 7. Голема туја (лат. Thuja plicata): 5.99 m, Национални парк Олимпик, Сједињене Америчке Државе
- 8. Ситканска смрека (лат. Picea sitchensis): 5.39 m, Национални парк Олимпик, Сједињене Америчке Државе
- 9. Патагонски тролист (лат. Fitzroya cupressoides): 5.0 m, Аргентина

### Стабла највећег волумена
Стабла највећег запремине јако су висока и великог су опсега и пречника. Мерење запремине стабла је сложено, посебно ако се мери запремина свих грана те ако се мери и запремина корена. Најчешће се мери само запремина дебла, а остало се мери јако ретко.
Десет живућих врста за које је измерена највећа запремина стабла до сада су:
- 1. Големи мамутовац (лат. Sequoiadendron giganteum): 1,487 m³, стабло "Генерал Шерман", Национални парк Секвоја, Сједињене Америчке Државе
- 2. Обална секвоја (лат. Sequoia sempervirens): 1,203 m³, стабло "Посљедњи монарх", Калифорнија, Сједињене Америчке Државе
- 3. Мексички таксодијум (лат. Taxodium mucronatum): 750 m³, Мексико
- 4. Голема туја (лат. Thuja plicata): 500 m³, Национални парк Олимпик, Сједињене Америчке Државе
- 5. Плави еукалиптус (лат. Eucalyptus globulus): 368 m³, Аустралија[28]
- 6. Еукалиптус (лат. Eucalyptus regnans): 360 m³, Аустралија
- 7. Обична америчка дуглазија (лат. Pseudotsuga menziesii): 349 m³, Сједињене Америчке Државе
- 8. Ситканска смрча (лат. Picea sitchensis): 337 m³, Сједињене Америчке Државе
- 9. Еукалиптус (лат. Eukaliptus obliqua): 337 m³, Аустралија
- 10. Еукалиптус (лат. Eukaliptus delegatensis): 286 m³, Аустралија

### Најмања стабла
Многа потпуно одрасла стабла могу бити минијатурна, због неповољних еколошких фактора или болести. Постоје и неке врсте дрвећа, код којих и здрави, добро узгајени примерци нарасту до висине од само неколико центиметара.
Врста Lepidothamnus laxifolius, сматра се најмањим четинаром на свету.

### Најстарија стабла
Старост стабала одређује се помоћу годова, најчешће када се посеку. Тачно одређивање старости помоћу годова, могуће је само за стабла која расту сезонски, што није случај код стабала која расту у тропским крајевима. Тешко је одредити старост стабала, која су шупља и која су у стадијуму распадања. За њих се старост одређује рачунски према очекиваним стопама раста, што није потпуно поуздано.
Најстарија стабла по врстама су:
- 1. Прави хиљадугодишњи бор (лат. Pinus longaeva): 4844 година[29]
- 2. Патагонски тролист (лат. Fitzroya cupressoides: 3622 година
- 3. Големи мамутовац (лат. Sequoiadendron giganteum): 3266 година
- 4. Јапанска криптомерија (лат. Cryptomeria japonica): 3000 година[30]
- 5. ': 2500 година

Међу осталим стаблима за које се верује да су такође врло стара су: тиса старости око 2000 година и голема туја те маслина с Маслинске горе у Јерусалиму, која је такође стара око 2000 година. Верује се, да постоји од Исусова времена.
Најстарије стабло критосјемењача је света смоква (лат. Ficus religiosa) старости 2293 године из Анурадхапура на Шри Ланки. То је уједно и најстарије познато стабло, које је посадио човек. Најстарија живућа врста дрвећа је дворежњасти гинко, који постоји већ 160 милијуна година.

## Изабрани родови и врсте дрвећа
Дрвеће се дели на:
- Скривеносеменице (Magnoliophyta)
  - Дикотиледоне биљке
  - Монокотиледоне биљке
- Четинари (Pinophyta)
- Гинко
- Цикаси (Cycadophyta)
- Папрати (Pterophyta)

### Скривеносеменице()
Скривеносеменице су најприлагођеније биљке сувоземном начину живота. То се огледа у томе што оне, насупрот голосеменицама, сем дрвенастих форми имају и велики број зељастих биљака.
Организациони тип скривеносеменица такође је сложен. Код њих се у проводном систему јављају поред трахеида и трахеје, а уз ситасте цеви и ћелије пратилице. Најзад, скривеносеменице се одликују још јаче израженом редукцијом гаметофит генерације, а уз то и новим творевинама у еволуцији биљака, плодовима и семенима, односно цветом као органом за размножавање.
Скривеносеменице су данас доминантне биљке копна и насељавају готово сва станишта. Услед велике способности прилагођавања, између осталог и услед тога што се опрашују помоћу инсеката, оне су у знатној мери потиснуле остале сувоземне биљке. Мали број скривеносеменица живи у слатким водама, а далеко мањи је број паразитских и сапрофитских облика. Постоје и облици који живе само једну годину, док се друге одржавају у животу стотинама година. Својом масом представљају главни извор хране сувоземним животињама и човеку.

#### Дикотиледоне биљке()
- - индијски орах, 
  - манго, Mangifera indica
  - пистаћи, Pistacia vera
  - руј, род
- - род 
  - асимина
- (породица олеандра)
  - пахиподијум, род
- - божиковина, род
- (породица бршљана)
  - калопанакс,

- - јова, род 
  - бреза, род Betula
  - граб, род
- - леска, род
- - каталпа, род
- (породица кактуса)
  - сагуаро,
- (породица конопљи)
  - копривић, род
- - дрен, род
- - род 
  - род
- (породица вресова)
  - род
- (породица бобова)
  - акација, род 
  - гледичија, Gleditsia triacanthos
  - багрем, Robinia pseudoacacia
  - зановет, род
- (породица букава)
  - кестен, род 
  - буква, Fagus род
  - јужна буква, род 
  - храст, род
- - амбра, род Liquidambar
  - челично дрво,
- (породица ораха)
  - орах, род 
  - амерички орах, род 
  - род
- (породица ловора)
  - цимет 
  - ловор 
  - авокадо
- - бразилски орах
- - лагерстремија, род
- (породица магнолија)
  - тулиповац, род Liriodendron
  - магнолија, род
- (породица слезова)

- - баобаб, род 
  - бомбакс, род Bombax
  - капок, Ceiba pentandra
  - дуријан, Durio zibethinus
  - балза-дрво, Ochroma lagopus
  - какао, Theobroma cacao
  - липа, род
- (породица махагонија)
  - мелија, Melia azedarach
  - махагони,
- (породица дудова)
  - смоква, род 
  - дуд, род
- (породица орашчића)
  - орашчић, мускатни орах,
- (породица мирте)
  - еукалиптус, род Eucalyptus
  - мирта, Myrtus род
  - гуава,
- (породица тупела; понекад подведена под Cornaceae)
  - тупело, Nyssa род
- (породица маслина)
  - маслина, Olea europaea
  - јасен, род
- (породица пауловније, царичиног дрвета)
  - царичино дрво, род
- (породица платана)
  - платан, род
- (породица биљака мангрове)
  - црвена мангрова,
- (породица ружа)
  - јаребика, род 
  - глог, род Crataegus
  - крушка, род 
  - јабука, род 
  - бадем, Prunus dulcis
  - бресква, Prunus persica
  - шљива, Prunus domestica
  - вишња,
- (породица броћева)
  - кафа, род
- (породица агрума)
  - агруми, цитруси, род Citrus
  - род
- (породица врба)
  - топола, род 
  - врба, род
- (породица сапиндовине, укључујући јаворе и дивље кестене)
  - јавор, род 
  - дивљи кестен, род 
  - личи, 
  - келреутерија,
- (породица саподиле)
  - гута-перка, род
- - кисело дрво, род
- (породица чајева, камелија)
  - гордонија, род 
  - стуартија, род
- (породица јеремичка)
  - рамин, род
- (породица бреста)
  - копривић, род Celtis
  - брест, род 
  - зелкова, род
- (породица вербене)
  - тик,  род

#### Монокотиледоне биљке()
- (породица агави)
  - кордилина, Cordyline australis
  - дрво живота, змајевац, Dracaena draco
  - јука, род
- (породица палми)
  - кокосов орах Cocos nucifera
  - датула, Phoenix dactylifera
  - брдска палма, Chamaedorea elegans
  - жумара,
- (породица трава)
  - бамбуси, потпородица

### (голосеменице)
- (породица јужних јелки)
  - араукарија, собна јелка, род 
  - род
- (породица чемпреса)
  - чемпрес, род 
  - пачемпрес, род 
  - клека, род 
  - патагонијски чемпрес, Fitzroya cupressoides
  - секвоја, 
  - мамутовац, Sequoiadendron giganteum
  - метасеквоја, 
  - таксодијум,
- (породица борова)
  - бор, род 
  - дуглазија, род 
  - смрча, род Picea
  - панчићева оморика, Picea omorika
  - ариш, род Larix
  - јела, род 
  - кедар, род
- - кусамаки, род
- (породица тисе)
  - тиса, род

### Гинко ()
- (породица гинка)
  - Гинко,

### Цикаси()
- - цикас,

### Папрати()
- породице дрвенастих папрати (Cyatheaceae и Dicksoniaceae)

## Уметност обликовања

### Топијар
Топијар је хортикултурна техника обликовања живих вишегодишњих стабала и грмова у различите геометријске, животињске и друге облике. Реч потиче од латинске речи за украсно уређивање вртова. Има порекло из времена Римљана. У време ренесансе појављује се у вртовима европске елите. Најчешћи су геометријске облици: кугле или коцке, обелисци, пирамиде, зашиљене спирале и слично. Били су популарни и прикази људи, животиња и предмета. Топијари у Версају били су једноставни. Амерички стил израде топијара започео је у Дизниленду око 1962. године. Волт Дизни желео је да види цртане ликове у забавном парку у облику топијара. Овај стил темељи се на оквиру од челичне жице, који обликује изглед топијара. Настали су многи маштовити прикази, који су утицали на даљње ширење популарности топијарија у САД. Данас се већина вртова и паркова с топијарима налази у Енглеској.
Биљке које се користе за топијар су зимзелене, углавном дрвенасте, имају збијене и компактне иглице или лишће. Најчешће врсте су: шимшир (лат. Buxus sempervirens), разне врсте туја (лат. Thuja), ловор (лат. Laurus nobilis), божика (лат. Ilex), мирта (лат. Myrtus), тиса (лат. Taxus baccata) и калина (лат. Ligustrum). Основни алат за обликовање су: маказе и жица.
Ограда је једноставан облик топијара, служи као граница неког простора.

### Бонсаи
Бонсаи је уметност узгоја минијатурних стабала и грмова. Не захтева генетске мутације дрвећа, него се ради о узгоју малих стабала из семена, закоренице, преобликовањем лончанице из расадника или вађењем погодног примерка из природе. Користе се технике узгоја попут обрезивања, смањења корена, херметизације, дефолијације и цепљења за производњу малих стабала која опонашају облик и изглед одраслих стабала.
Сврха бонсаија је првенствено опуштање и медитација те за разлику од других узгајаних биљака, бонсаи није намењен за производњу хране, медицину или као парковно и дворишно дрвеће. Само гајење захтева много неге и пажње, али као награду доноси мирноћу ума, осећај освежења и унутрашњу смиреност. Узгајање из семена је свакако најдуготрајнији начин. Први резултати се виде тек након 10-ак година.
Најстарији писани документ о бонсаима пронађен је у гробници принца Џанг Хуаја, који је умро 706. г. за време династије Танг. Кроз 11. и 12. век, Кина је извршила знатан културни утицај на околне земље, посебно Јапан, преко уметност и филозофије. За преношење бонсаија у Јапан и ширење међу јапанском аристократијом, самурајима, најзаслужнији су Зен монаси. Тек у 14. веку, бонсаи постаје део јапанске културе. У 18. веку, бонсаи је на свом врхунцу и врло је цењен. Поједине технике су се ритуализовале, а смештај грана и дебла одређен је строгим правилима. Из Јапана бонсаи се проширио на Запад крајем 19. века. Велике изложбе бонсаија одржане су у Паризу и Лондону. Претворио се у познату и признату хортикултурну уметност широм света.

## Митологија и религија
Стабла су имала важну улогу у многим светским митологијама и религијама те су им придодана дубока и света значења током века. Људи су посматрали животни циклус стабала, раст и одумирање, способност преживљавања, осетљивост и годишња пропадања и оживљавања. Стога су стабла симболи раста, пропадања и ускрснућа. Најстарији међукултурални симболички приказ свемира био је приказан преко стабла.
Дрво живота је има важно место у многим митологијама. Различити облици дрвета живота појављују се у фолклору, култури и књижевности, често се односе на бесмртност и плодност. У хиндуизму важно место има света смоква (лат. Ficus religiosa), сади се уз храмове. У хришћанском свету за Божић се украшава божићно дрво, најчешће смреке и јеле. На самом почетку Библије у Књизи Постанка спомиње се стабло спознаје добра и зла. Бог је првим људима Адаму и Еви забранио, да једу плодове с тога стабла. Они нису послушали па су протерани из раја земаљског.
Стабла су важна у свету друида. Сам појам „друид“ вероватно потиче од келтске речи за храст.

## Галерија
- Магнолија у Немачкој.
- Жалосна врба
- Алепски бор старости 9 месеци.
- Плодови питомог кестена.
- Дрвеће у парку у Сан Франциску.
- Планине у Канади.
- Европски ариш у Италији.
-Aloe dichotoma у Намибији.
- Лишће и плодови храста лужњака.
- Слика Пола Сињака: Бор у Сен Тропеу
- Плодови и лишће америчког ликвидамбра.
- Мимозасти палисандар у Зимбабвеу.
- Пресек дрва обичне америчке дуглазије.
- Стабла обичне смреке.
- Лишће горског јавора.
- Лишће и плодови брекиње.